# Claire Douglas
Claire Douglas (* in Bristol) ist eine britische Schriftstellerin.

## Leben
Im englischen Bristol aufgewachsen, wollte Douglas bereits als kleines Kind Schriftstellerin werden. Ihr Bildungsweg umfasste unter anderem einen Advanced-Level-Abschluss in Filmwissenschaften und einen BTEC-Abschluss in Medienwissenschaften. Zunächst arbeitete sie aber 15 Jahre lang als Journalistin, bevor sie sich in den 2010ern doch noch als Schriftstellerin versuchte. Mit einem ersten Fragment ihres Debütromans The Sisters nahm Douglas 2013 am Marie Claire Debut Novel Award teil, der ihr am Ende auch zuerkannt wurde. Der Preis umfasste einen Vertrag mit HarperCollins, gleichzeitig ging sie auch einen Vertrag mit einer Literaturagentin ein. Auch ihre weiteren Romane erschienen im englischen Original bei HarperCollins. Die meisten ihrer Werke wurden zeitversetzt auch vom Penguin Verlag in deutscher Sprache veröffentlicht. Auch Übersetzungen in weitere Sprachen erfolgten.
Ihr zweiter und dritter Roman stiegen auf die Sunday Times Bestseller List ein. The Couple at Number 9 erreichte Platz 3 dieser Bestsellerliste. Auch auf deutschen Bestsellerlisten waren ihre Bücher erfolgreich. So war Missing, die deutsche Version ihres zweiten Romans, über 20 Wochen auf der Bestsellerliste des Spiegels vertreten.
Douglas ist verheiratet, hat zwei Kinder und lebt im englischen Bath.

## Auszeichnungen
- 2013: Marie Claire Debut Novel Award für The Sisters[5]

## Werke
- The Sisters. HarperCollins, London 2016. ISBN 978-0-00-816331-0.
- Local Girl Missing. Harper, London 2017. ISBN 978-0-06-266115-9.
  - Missing: Niemand sagt die ganze Wahrheit. Übersetzt von Ivana Marinović.  Penguin, München 2018. ISBN 978-3-328-10169-7.
- Last Seen Alive. Harper, London 2018. ISBN 978-0-06-284317-3.
  - Still Alive: Sie weiß, wo sie dich findet. Übersetzt von Ivana Marinović. Penguin, München 2019. ISBN 978-3-328-10595-4.
- Do Not Disturb. Harper, London 2020. ISBN 978-0-06-300151-0.
  - Vergessen: Nur du kennst das Geheimnis. Übersetzt von Ivana Marinović. Penguin, London 2021. ISBN 978-3-328-10737-8.
- Then She Vanishes. Harper, London 2021. ISBN 978-0-06-300155-8.
  - Beste Freundin: Niemand lügt so gut wie du. Übersetzt von Ivana Marinović. Penguin, München 2021. ISBN 978-3-328-10547-3.
- Just Like The Other Girls. Harper, London 2022. ISBN 978-0-06-313811-7.
  - Schönes Mädchen: Alle Lügen führen zu dir. Übersetzt von Ivana Marinović. Penguin, München 2022. ISBN 978-3-328-10765-1.
- The Couple at No 9. Harper, London 2022. ISBN 978-0-06-313814-8.
  - Liebste Tochter: Du lügst so gut wie ich. Übersetzt von Ivana Marinović. Penguin, München 2023. ISBN 978-3-328-10766-8.
- The Girls Who Disappeared. Penguin, London 2022. ISBN 978-1-4059-5118-0.
  - Girls Night: Nur eine kennt die ganze Wahrheit. Übersetzt von Ivana Marinović. Penguin, München 2024. ISBN 978-3-328-11037-8.
- The Woman Who Lied. Michael Joseph, London 2023. ISBN 978-0-241-54236-1.
  - Perfect Crime: Wenn niemand dir glaubt. Übersetzt von Ivana Marinović. Penguin, München 2025. ISBN 978-3-328-11038-5.
- The Wrong Sister. Penguin, London 2024. ISBN 978-1-4059-5759-5.
- The New Neighbours. Penguin, London 2025. ISBN 978-1-4059-5763-2.